# Zalaegerszegi kistérség
A Zalaegerszegi kistérség egy kistérség volt Zala megyében, központja Zalaegerszeg volt. 2014-ben az összes többi kistérséggel együtt megszűnt.
A statisztikai térség 65 településéből 39-nek a népessége 500 fő alatti volt. 1000 fő feletti település 11 volt, ebből 5000 fő feletti 1 település, maga Zalaegerszeg. A statisztikai térségben 2 város volt, Zalaegerszeg több mint 60 ezer fővel, és Zalalövő mintegy 3 ezer fővel.

## Kistérségi alapadatok
Terület (km²)
993
Lakónépesség (fő, 2004. december 31.)
106099
Területfejlesztési szempontból kedvezményezett térség (64/2004. Korm. rendelet szerint)
Nem
Típus szerint
Társadalmi-gazdasági szempontból elmaradott térség
Nem
Ipari szerkezetátalakítási térség
Nem
Vidékfejlesztési térség
Nem
Mérték szerint
Hátrányos helyzetű
Nem
Leghátrányosabb helyzetű
Nem
Települések száma
79
Jogállás szerint
Város
2
Község
77
Területfejlesztési szempontból kedvezményezett települések száma (7/2003. Korm. rendelet szerint)
20
Típus szerint
Társadalmi-gazdasági szempontból elmaradott település
20
Országos átlagot jelentősen meghaladó munkanélküliséggel sújtott település
3
Leghátrányosabb kistérséghez nem tartozó leghátrányosabb helyzetű település
3

## Települései
| Alibánfa          | Alsónemesapáti  | Babosdöbréte     | Bagod           | Bak              |
| Baktüttös         | Becsvölgye      | Bocfölde         | Boncodfölde     | Böde             |
| Csatár            | Csonkahegyhát   | Csöde            | Dobronhegy      | Egervár          |
| Gellénháza        | Gombosszeg      | Gősfa            | Gyűrűs          | Hagyárosbörönd   |
| Hottó             | Iborfia         | Kávás            | Kemendollár     | Keménfa          |
| Kisbucsa          | Kiskutas        | Kispáli          | Kustánszeg      | Lakhegy          |
| Lickóvadamos      | Milejszeg       | Nagykutas        | Nagylengyel     | Nagypáli         |
| Nemesapáti        | Nemeshetés      | Németfalu        | Ormándlak       | Ozmánbük         |
| Pálfiszeg         | Pethőhenye      | Petrikeresztúr   | Pókaszepetk     | Pusztaederics    |
| Pusztaszentlászló | Salomvár        | Sárhida          | Söjtör          | Szentkozmadombja |
| Teskánd           | Tófej           | Vasboldogasszony | Vaspör          | Vöckönd          |
| Zalaboldogfa      | Zalacséb        | Zalaegerszeg     | Zalaháshágy     | Zalaistvánd      |
| Zalalövő          | Zalaszentgyörgy | Zalaszentiván    | Zalaszentlőrinc | Zalatárnok       |

## Fekvése
A Zalaegerszegi kistérség Magyarország nyugati szélén helyezkedett el, Zala megyében, közel mind az osztrák, mind a szlovén határhoz. Természetföldrajzi megközelítés szerint a Zalai-dombságban, a Nyugat-Zalai-dombság alegységben, ezen belül Göcsejben és a Felső-Zala völgyben feküdt.

## Természeti jellemzők

### Földtörténet, geológia
A területen a földkéreg vastagsága: 25–27 km, a litoszféráé 60–80 km.
Az aljzatban új paleozoos, mezozoos képződmények találhatóak. Tengeri üledékképződés (márga) és szárazföldi lepusztulás egyaránt zajlott a területen. A krétában, az alpi orogenezishez kapcsolódóan enyhe metamorfizáció.
A terület ezután kiemelkedett, majd az eocénra újra megsüllyedt, ekkor a Szőci mészkő rakódott le. Az eocén korból datálható az egyetlen jelentősebb vulkáni eredetű kőzet a térségben, a Zalaszentmihályi andezit formáció. Feküje Szőci mészkő, a Padragi márgával összefogazódik. Kialakulása a Magura-óceán szubdukciójához köthető.
Az alsó miocén (24-17 Ma) során folyóvízi hordalékkúpok (kavics) ill. ártéri üledékek (homok, agyag) képződtek. Mura–Dráva-tengermedence felől tengerelöntések. Középső miocénban (17,5-14,5 Ma) mélyvízi, part távoli üledék (slír, aleurolit és agyag) jellemző.
Késő miocén (14,5-7,5 Ma.) még jellemző a mélytengeri üledékképződés is, de már megindul a folyóvízi feltöltés ÉNy-Ny felől. (100-200m vastag, főleg homok).
A Pannon-tenger elvonulása után a terület emelkedni kezdett. A pliocén kor legfontosabb eseménye a folyóvízi feltöltésből kialakuló kavicsterületek kialakulása. A pleisztocén során lösz fed be nagy területeket.
A felszínen szinte kizárólag a legfiatalabb korú kőzetek találhatóak, a völgytalpakon kibukkanhatnak a felső pannon korúak is.

### Ásványkincsek
Építő- és díszítőkőbánya található Zalaegerszegen, kerámiaipari alapanyagot Teskándon bányásztak a legutóbbi évekig.

### Geomorfológia
A Felső-Zala völgy tektonikailag előrejelzett és kelet felé tölcsérszerűen kiszélesedik. A völgy jobb oldalán mély, szűk völgyek, nehezen felismerhető teraszok, pannon agyaghoz kapcsolódó ó-holocén suvadások, baloldalt hosszabb, lankás, lösszel fedett lejtők találhatóak.
A Göcsej felszíne dombos – völgyes jellegű. Észak-Göcsej észak-déli, Dél-Göcsej északkelet-délnyugat irányban billent ki. A magasra emelkedő "hegyek" szabálytalanul szabdaltak, erodált jellegűek. Göcsej hazánk egyik legtagoltabb felszínű térsége.
A dombok rendre 250 méter fölé emelkednek, a legmagasabb a 301 méteres Kandikó. Déli-délnyugati irányban lejtősödő felszínét a vízerózió lépcsőzetesen lehanyatló, közel párhuzamos dombsorokra szabdalta, melyeket viszonylag keskeny, szabálytalan alakú völgyközi hátak kapcsolnak össze. Az északkeleti és keleti lejtők a legmeredekebbek, dél-délnyugat felé vályoggal fedett, fokozatosan alacsonyodó, derázió és geliszoliflukció által formált lejtők ereszkednek.

### Éghajlat
A napfénytartam: 1950-2000 óra/év között alakul, ami azonos szélességi körön levő magyar területekhez viszonyítva a legkisebb érték. Ez visszavezethető az 56-62%-os évi átlagos felhőzetre, amit az atlanti hatás erőssége okoz.
Szélirányok közül a meridionális, vagyis az észak és dél irányú leggyakoribb, összesen kb. 30%, irányuk megtartására rásegítenek a meridionális völgyek.
A szélcsendes időszakok szintén gyakoriak, mintegy 25% értékkel.
A már említettet atlanti és a mediterrán hatás a csapadékra és a hőmérsékletre is erőteljes hatást gyakorol.
Az év leghidegebb hónapja a január, de nem sokkal enyhébb a február sem. Ezekben a hónapokban a levegő hőmérséklete a keleties irányokból, azaz az ázsiai kontinens felől áramló légtömegek hőmérsékletének függvénye. A januári középhőmérséklet térségünkben átlagosan -1 oC és -1,7 oC között ingadozik, ami által a térség ekkor csaknem legenyhébb tája az országnak, ritkán fordul elő tartósan -3 oC alatti átlagok.
Ez az Adriai-tenger irányából be-betörő légtömegek mérséklő hatása miatt érezhető.
A legmelegebb hónap a július (20 oC). A nyári melegért a keletről jövő kontinentális és a délnyugat felől jövő mediterrán légáramlatok a felelősek. Gyakori, hogy a nyugatról kelet felé vonuló óceáni eredetű ciklonok hűvös levegője beáramlik a térségbe. A nyári félév (IV-IX.) középhőmérséklete az országos 17,8 oC -hoz képest csak 16,7 oC. A sokévi középhőmérséklet adatok azt igazolják, hogy a térség nyáron a kissé hűvös tájak közé tartozik.
Az atlanti eredetű légtömegek nagyobb hatása miatt a térség hőmérsékleti viszonyai, a hőmérséklet évi járása, az országoshoz képest kiegyenlítettebb.
A legnagyobb ingadozás februárban van, 16,1 oC,.
A fagyos napok számottevő előfordulása november – március időszakban várható. Leggyakoribb a fagy januárban. Ekkor 76-83%-os gyakorisággal fordul elő.
A nyári napok száma 64-65 között ingadozik, ám a hőségnapok száma nem éri el a 14-et.
Az évi csapadék mennyisége a nyugaton 800mm, keleten 750mm körül alakul.
A legkevesebb csapadék télen, februárban hullik. A csapadékösszegek jelentős mértékű emelkedése áprilisban indul meg. A legcsapadékosabb hónap azonban általában a június és a július (75-85mm), az országosan megszokottal szinkronban.
Kialakul az ún. őszi másodmaximum, az ún. mediterrán ciklontevékenység hatására.
A hótakarós napok átlagos száma 45 nap. A legvastagabb takaró februárban alakul ki (8 cm), de a januári sem sokkal kisebb (6 cm), és ez országos viszonylatban kiugróan magas.
A völgyek klímája köd-hajlamos. Gyakori az átmeneti évszakokban az ún. talajmenti, a völgytalpak felszíne felett 5–10 m vastagságban kialakuló köd. Létrejöttében a helyi domborzatnak, a talajminőségnek és a csapadéknak van vezető szerepe.

### Felszíni és felszín alatti vizek
A terület vízrajzára erőteljes hatást gyakorol a már tárgyalt csapadék mennyisége, illetve a területenként más-más vízáteresztő-képességű kőzetek . Az agyagos, vályogos részeken viszont adottak a lehetőségek a sűrű vízhálózat kialakulásához, az országban a legsűrűbbek közé tartozik. Ezzel összefüggésben a völgysűrűség is igen nagy mértéket mutat. Elősegítette a völgyek képződését a laza felszíni kőzet és a terület negyedidőszaki kiemelkedése is.
A domborzat tagoltsága igencsak behatárolja a nagy vízfolyások kialakulásának lehetőségeit, így csak a Zalát tekinthetjük annak.
Természetes tavak kialakulásának nem kedvez a domborzat. Mesterségen viszont könnyen, a völgyben folyó patak elgátolásával kialakítható kisebb-nagyobb víztükör, ahogy ezt elég sok település meg is tette az évek folyamán. Vannak még a tőzeg- és építőanyag-bányászat felhagyása után visszamaradt bányatavak is a területen szép számmal.
Nem alakult ki összefüggő talajvíztükör, ez visszavezethető a domborzati tagoltságra. A völgytalpakon felszínhez közel található, de a dombsági területeken nem ritkán a több tíz méter mélyen található csak meg. Átlagos keménysége közepes szintű, 15-20 Nko. Mennyisége szintén a terület minőségének függvénye a völgyekben akár a 7 l/s km2 – et is elérheti.Rétegvizek bőségesen találhatóak, a kavicsos vízzáró réteg által megrekesztve. Ez tette lehetővé a területre oly’ jellemző szétszórt településforma kialakulását.
Fontos a termálvíz is, amelynek hőmérséklete az esetek túlnyomó többségében 60Co feletti, legfőképpen a felsőpannon rétegekben található. Az olajipari kutatások miatt a térségben az országos átlagnál több ismert termálkút van.

### Növényzet
A területen húzódik két flórajárás: a (zalai) és a (göcseji) határa. A zalai flórajárásra jellemző erdőtársulás a gyertyános és kocsánytalan tölgyesek, zalai bükkösök, cseres tölgyesek, gyakori még a szelídgesztenye előfordulása is. Jellegzetes nyílt társulása a magyarcsenkeszes pusztai gyep. Általánosan előforduló fajok még: a gyűrűvirágfélék, a berzedt galaj, a sávos here, a csenkeszfélék. A göcseji flórajáráson már alpi hatás érzékelhető. Ennek jele a nagy területet elfoglaló erdei fenyő. Előfordul elegyesen tölggyel vagy önálló erdőalkotóként. A mai területének nagy részén telepítve van.
A fő haszonnövények: búza, kukorica, árpa, vöröshere.
Az itt növő gombák: vargánya, csiperke, őzlábgomba, fenyőalja, galambdúc a régebbi korokban jelentős szerepet töltöttek be a lakosság élelmezésében.

### Állatvilág
A tisztább vizű patakok (például Kerka, Kerca és Zala) jellemző faja a folyami kagyló és a folyami rák.
A zalai faunatartomány állatállománya nem különbözik jelentősen a magyar átlagtól. Jellemzően nagyvadakból áll (őz, vaddisznó), és kevés különleges állatfajnak ad otthont.
E vadállomány gazdasági jelentőségét a vadhús és a bérvadászat adja. Híresek a zalai szarvastrófeák, már több világbajnoki érmet kiérdemeltek.
Göcsej állatvilága viszont kifejezetten változatos, ami a különböző állatföldrajzi hatások keveredésének, a tagolt felszín és a változatos mikroklíma élőhelyek sokféleségének kialakulásának köszönhető. Az állatvilág faji összetételében meghatározó a pannóniai fauna, de erősen érezhető a nyugat-balkáni (illír), és az atlanti-mediterrán hatás is. Egyrészt az erdősültség, másrészt a már említett földrajzi helyzet következtében a göcseji erdők állatvilága kiemelkedően gazdag. Jelentősek a reliktum állatfajok is.
A patakok újra megjelenő ritkasága a réti csík. Már február végén, márciusban megjelennek a pettyesgőték, és a tarajosgőték a patakok mentén a tavaszi kiöntésekben. Göcsej gőteállománya kiemelkedő.
A vizes területek kétéltűekben gazdagok: kecskebéka, vöröshasú unka, zöld varangy, barna varangy, zöld levelibéka, erdei béka.
A hüllőket a vízisikló, erdei sikló, fürge gyík, fali gyík képviseli.
A madarak közül fontos megemlíteni a harkályféléket, mivel a Magyarországon megtalálható fajok mind költenek itt is. A baglyok előfordulása is gyakori az erdőkben. Két igen ritka madár a holló és a lappantyú is jelen van.
Göcsej denevérállománya is gazdag, mind az erdei, mind az épületlakók tekintetében, de a vizes területekhez kötődő fajok is jelen vannak.
Az utóbbi évtizedekben jelentősen megnövekedett a rókák és néhány menyétféle ragadozóállománya (nyest, nyuszt). Örvendetesen szaporodik a vadmacska, az aranysakál dél felőli megjelenése várható.
A fokozottan védett vidra elsősorban a nászidőszakában (október-április) gyakran kóborol a patakok mentén, de megfelelő élettér és táplálékbázis híján egész évben csak kis számban jellemző.

### Talaj
A talajfajták fő előfordulási területe a csapadék függvényében nyugat-kelet irányban változik, de ez nem jelenti azt, hogy az egyik talajra jellemző környezetben ne fordulna elő egy másik. Alapvetően a következőt mondhatjuk el: a legnyugatibb, legcsapadékosabb részeken a pangó vizes vagy pszeudoglejes barna erdőtalajok jellemzőek, ezek alacsony termékenységűek, akár 70%-ot is erdő fed. Kevés humusztartalma a sok csapadék által okozott kilúgozódásra vezethető vissza. A következő sávot az agyagbemosódásos barna erdőtalajok alkotják. A domborzati viszonyok miatt jellemző az eróziós földes kopárok létrejötte. A völgyek talpán a réti és láptalajok különböző változatai fejlődtek ki az elmúlt évezredek során. Ahol a felszíni víz szerepe kisebb jelentőségű, ott a réti talajok, ahol viszont a gyakori vízborításhoz magas talajvízszint is járul, ott lápos talajok uralkodnak. Ezeknek a talajoknak termőrétege általában a magasabb, mint az erdőtalajoké. E két típusnál azonban megjelenik a humusz sajátos változata a nyershumusz, ami a kevéssé elbomlott növényi részekből álló anyag.

## Gazdaság
Zalaegerszeg statisztikai térség alapvetően mező- és erdőgazdasági jellegű terület. A gazdasági tevékenységek között meghatározó a mezőgazdaság, erdőgazdaság és vadgazdaság, amely a termékeivel a helyi szükségleteken kívül részben hozzájárul a távolabbi területek nyers termékekkel való ellátásához, illetve export igényeket is kielégít (húsipar, konzervipar, faipar). A térségben a nemzetgazdasági ágazatok közül a kisipari tevékenységek és a helyi szolgáltatások is jelentősek. A kedvező természeti adottságok és gazdag kulturális örökség miatt egyre inkább húzóágazatnak számít a turizmus. A statisztikai térségen belül működő kistérségek jelentőségét növeli, hogy hozzájárul Zalaegerszeg megyeszékhely (5–25 km-en belül) munkaerő szükségletének biztosításához, valamint a városok lakosai számára egészségfenntartó szabadidős tevékenységekre is adnak lehetőséget.

### Infrastruktúra
A statisztikai térség 79 településein az infrastrukturális ellátottság 80%-os. A 90-es évek elején mindenütt kiépült a vezetékes gázhálózat, és a telefonhálózat is. Az elmúlt években Göcsej térségét és a Közép-zalai térség nagy részét kivéve (2004-ben elkészül) mindenhol kiépült a szennyvízhálózat is (2001-2003-ban). A statisztikai térség települései a 76-os, 74-es és 75-ös főközlekedési utak közvetlen vonzáskörzetében helyezkednek el, több település vasúti csomópontként funkcionál.
A települések belső úthálózata megfelelő, azonban a mezőgazdasági utak, hegyi utak állapota kifejezetten rossz. Az utóbbi években az önkormányzatok nagy erőfeszítéseket tettek a javítások elvégzésére, azonban a korszerű mezőgazdasági utak építése és felújítása ez ideig nem történt meg. A Sapard pályázatoknak, valamint a Nyugat-Dunántúli régió pályázatainak köszönhetően 2004-ben több településen is elkezdődhet ezen utak felújítása. A felújítások elmaradását hátráltatják a rendezetlen tulajdon- és birtokviszonyok. A volt zártkerti területeken lévő utak állapota változatos. A dombvonulatokon végigvezető utak általában jó állapotúak. A lejtő irányú utak többsége elmélyült, időszakonként nehezen járható.
A vizes területeken, mélyfekvésű területeken átmenő utakon a nem megfelelő kivitelezés, illetve a karbantartás hiánya okoz gondot. A probléma halmozódik, ha az időjárás csapadékosabb.
A kistérségben a telefonellátás követi az igényeket, jelenleg folyamatban van több településen is a széles sávú internet kiépítése. Kábeltelevízió hálózat minden településen működik. Az I. sz. melléklet összegzi, hogy a térségben a kábeltelevíziós hálózatba bekapcsolt lakások száma 2002-ben: 27.429. Emellett egyre több azon háztartások száma, akik számítógéppel rendelkeznek. A vállalkozások, cégek 90%-a számítógépen végzi napi munkáját.
Az elektromos hálózat jelenlegi kiépítettsége megfelelő, folyamatosan bővül az ipari felhasználás is. A lakások elektromos hálózatba való csatlakozása teljes, egyre bővül a külterületek villamosítása is. A gázvezetékkel való ellátottság évről évre bővül, jelenleg 79%-os. Mint ahogy az I. sz. melléklet is részletezi, a térségben a gázzal fűtött lakások száma: 26.648 a 2002. évben. Az alternatív energia felhasználása nem jellemző.
A szennyvízhálózat kiépítése a kistérségekben részben megtörtént, ahol működik, ott a lakások, és vállalkozások 64%-a használja azt. Jelenleg is folyamatban vannak szennyvízberuházások a térségben.

## Külső hivatkozások
- Kistérségi portál
- gocsej.celodin.hu
- www.zalaegerszeg.hu